# Sofía de Hungría (monja)
Sofía de Hungría (3 de noviembre de 1136 - 1161) fue una princesa húngara del siglo XII, hija del rey Bela II y miembro de la casa de Árpad. 

## Biografía
Sofía nació el 3 de noviembre de 1136 como quinta hija del rey Bela II de Hungría y de Helena de Raška. En 1139 fue comprometida en matrimonio a la edad de tres años y fue enviada a la corte del emperador germánico Conrado III, para que se casase con su hijo Enrique. Sin embargo, fue víctima de malos tratos y humillaciones, por lo cual se retiró en 1146 a un convento en Austria. Durante ese periodo, su prometido Enrique murió sin que se pudiese consumar el matrimonio.
Luego del fallecimiento del rey húngaro Bela II, fue coronado Géza II de Hungría, el hermano mayor de Sofía, quien en repetidas ocasiones intentó persuadir a su hermana menor de que regresase a Hungría, pero esta no accedió. La princesa húngara murió en el mismo convento después de 1161.